# Darejan Dadiani
Darejan Dadiani, född 1738, död 1807, var en drottning av Kakheti 1750–1762 och av Kartli-Kakheti 1762–1798 som gift med kung Herakleios II.

## Biografi
Darejan Dadiani gifte sig med Herakleios 1750, och fick 23 barn. Hon utövade inflytande över politiken, särskilt under sin makes sista regeringsår, och var en ledande figur i det georgiska parti som ogillade den proryska politik hennes make och senare styvson Georg XII bedrev, vilket gjorde att hon utan framgång försökte förhindra sin styvson att efterträda Herakleios 1798.
Sedan Georgien annekterades av Ryssland blev hon i likhet med andra före detta georgiska kungligheter deporterad till Sankt Petersburg i Ryssland.